# Дом, где жил М. И. Жук
«Дом, где жил М. И. Жук» («укр. Будинок, в якому жив М. І. Жук») — памятник истории местного значения в Чернигове. Сейчас служит жилым усадебным домом.

## История
Решением исполкома Черниговского областного совета народных депутатов трудящихся от 30 августа 1991 года № 193 присвоен статус «памятник истории местного значения» с охранным № 3457 под названием «Дом, где жил художник М. И. Жук (1883-1964 годы)» по адресу: улица Парижской Коммуны, дом № 30.
Приказом Департамента культуры и туризма, национальностей и религий Черниговской областной государственной администрации от 7 июня 2019 года № 223 для памятника истории был исправлен адрес на улицу Чернышевского, дом № 30.
Здание имеет собственную «территорию памятника», расположено в «охранной зоне» (границы усадьбы), согласно правилам застройки и использования территории. На здании установлена информационная доска.

## Описание
Дом построен в XIX веке на Воскресенской улице (сейчас улица Василия Стуса) и наряду с другими домами улицы является примером градостроения XIX—XX веков. Кирпичный, одноэтажный на кирпичном фундаменте с входом с правой стороны, с деревянными пристройками с двух боков, прямоугольный в плане дом, с четырёхскатной крышей. Фасад 8-оконный, завершается боковыми ризалитами. Фасад направлен к улице Василия Стуса (Чернышевского). 
В доме в период 1910—1925 годов жил график, живописец и поэт Михаил Иванович Жук. Преподавал графику в Черниговской народной студии искусств, был членом Общества художников Чернигова. 
Сейчас служит жилым усадебным домом.